# موضي الجامع
موضي بنت محمد الجامع، أكاديمية سعودية وباحثة في الأمن السيبراني تشغل منصب نائب رئيس شركة إس تي سي السعودية وعميد أكاديمية STC منذ يونيو 2021، وكذلك المدير العام للإدارة العامة لمركز تطوير كفاءات التكنولوجيا. الجامع متخصصة في أبحاث الهجمات والحروب الإلكترونية واستعمالات الذكاء الاصطناعي في الأمن السيبراني، وهي أيضًا مهتمة بالهوية الإلكترونية في مواقع التواصل الاجتماعي من خلال تقديم ورش عمل ومحاضرات في مؤتمرات محلية ودولية.

## التعليم
- دكتوراه في خوارزميات أمن المعلومات سنة 2016، من كلية كينجز لندن في المملكة المتحدة.[2]
- ماجستير في تكنولوجيا المعلومات والأعمال الإلكترونية سنة 2010، من جامعة غرينتش في المملكة المتحدة.[2]
- بكالوريوس في نظم الحاسوب والمعلومات سنة 2006، من جامعة الملك فيصل.[2]
- شهادة هاكر أخلاقي معتمد من المجلس العالمي لمستشاري التجارة الإلكترونية [الإنجليزية].[6]
- في 2017 أكملت برنامج القيادة النسائية في كلية الأمير محمد بن سلمان للإدارة وريادة الأعمال.[6]

## المناصب والعضويات
- نائب رئيس شركة إس تي سي السعودية منذ يونيو 2021.[2]
- عميد كلية STC منذ يونيو 2021.[2]

- مدير عام تطوير كفاءات الاتصالات وتقنية المعلومات في أكاديمية STC منذ فبراير 2019.[7][6]
- المدير العام للإدارة العامة لمركز تطوير كفاءات التكنولوجيا.[4][8]
- عضو مجلس أمناء «جائزة الابتكار وريادة الأعمال» في الملحقية الثقافية السعودية في لندن بين 2015 و2016.[6]
- نائب رئيس الجمعية العلمية للطلبة السعوديين بالمملكة المتحدة من 2013 وحتى 2015.[9]
- الرئيس التنفيذي لشركة Superior IT services بين عامي 2006 و2013.[9]
- محاضرة في جامعة الإمام عبد الرحمن بن فيصل، وتولت عدة مناصب فيها من أبرزها: رئيس ريادة وحاضنة الأعمال منذ 2017، وأستاذ مساعد في كلية إدارة الأعمال منذ 2017، وأستاذ مساعد في الأمن السيبراني.[9]
- شريك مستشار الأمن في شركة ابتكار منذ 2016.[9]

## وصلات خارجية
- قائمة أبحاث موضي الجامع الأكاديمية.